# Сельський Фелікс Станіславович
Сельський Фелікс (Щасний) Станіславович (1852 — † 20 травня 1922, Болехів) — лікар і громадський діяч у Галичині, дійсний член НТШ (з 1899), член Найвищої Ради Здоров'я Австро-Угорщини. Голова товариства Народна торгівля. Приятель І. Франка.

## Життєпис
Народився в 1852 році в с. Колодниці, що біля Стрия. У 1872 році вступив, а в 1880 році закінчив медичний факультет Віденського університету. Спеціалізувався з акушерства та гінекології в клініках професорів Хробака, Рудольфа, Захолоуса. Згодом стає асистентом у відомого професора К. Рокітанського при шпиталі Марії Терези.
У 1883 році переїжджає до Львова, де обіймає посаду начальника відділу жіночих недуг у Львівській міській лікарні. Працюючи, уважно вивчав і науково обґрунтовував свої лікарські спостереження і вже з 1887 року у науково-медичних журналах друкуються його оригінальні праці. У 1897 році Фелікс Сельський обіймає посаду заступника голови математично-природничописно-лікарської секції, що була утворена у 1893 році при Науковому товаристві ім. Т. Г. Шевченка (НТШ) у Львові, та прирівнювалася, за рівнем наукової роботи, до статусу Академії наук. У цьому ж 1897 році секція постановила, що з метою удосконалення фахової, наукової мови, наукові збірники повинні друкуватися українською мовою. У першому ж збірнику на 14-ти сторінках була видрукувана українською стаття Ф. Сельського «До механіки нормальних і патологічних змін положень материці». У 1899 році НТШ обрало вченого своїм дійсним членом. Він був призначений Головою лікарської комісії при математично-природничописно-лікарській секції. Це було визнанням його наукової діяльності у сфері вивчення хвороб матки, які, переважно, викладалися у наукових виданнях українською мовою. 
Тим було започатковано впровадження наукових медичних термінів, які походили з близької для українського народу розмовної мови. Крім науково-практичної діяльності, Ф. Сельський відомий як громадський діяч, літератор. Маючи певні кошти, лікар фінансово допомагав у виданні заснованих І. Франком, М. Павликом журналів «Друг», «Громадський друг». Він подає у ці часописи свої спогади, рецензії, художні та публіцистичні твори, критичні статті. Відомою є підписана Феліксом Сельським в 1907 році відозва до українського громадянства у справі захисту і звільнення з-під арешту студентів Львівського університету, які вимагали проводити викладання рідною українською мовою. Така активність вартувала вченому іменем австрійської «цісарської милості» — місячне ув'язнення. Та в 1913 році тією ж «цісарською милістю» його рекомендовано до Найвищої Ради здоров'я Австро-Угорщини та нагороджено орденом Франца-Йосипа. 
У 1914 році лікар Сельський вийшов на пенсію та оселився у Вигодівці. Будучи чудовим лікарем, лікував селян, допомагав жінкам, особливо під час патологічних пологів. 
З 1919 року Фелікс Сельський займає посаду повітового лікаря у Долинському районі.

## Наукова діяльність
- Автор досліджень з питань гінекології, публікованих у «Лікарському збірнику» НТШ та у німецьких медичних журналах, брав участь в опрацюванні української медичної термінології.